# Дульсинея
Дульсинея Тобосская (исп. Dulcinea del Toboso; настоящее имя Альдонса Лоренсо, исп. Aldonza Lorenzo) — центральный персонаж романа Мигеля Сервантеса «Хитроумный идальго Дон Кихот Ламанчский», возлюбленная, дама сердца героя романа.
В начале произведения Дон Кихот принимает решение стать странствующим рыцарем и согласно законам рыцарского романа ему необходимо выбрать себе даму сердца, в которую он мог бы влюбиться, ибо, со слов героя, рыцарь без любви — «что тело без души». И такой прекрасной дамой для Дона Кихота становится обычная девушка из соседней деревни Эль-Тобосо — Альдонса Лоренсо, наречённая главным героем Дульсинеей Тобосской, красивейшей из всех женщин. Во имя неё он совершает подвиги, всегда и везде славя её имя. При этом Дон Кихот сам до конца не уверен в её существовании, на страницах романа она ни разу не появляется, но многократно описывается словами разных персонажей.
Дон Кихот описывает её так: «Обаяние её сверхъестественно, <…>, ибо в ней воплощены все невероятные знаки красоты, коими наделяют поэты своих возлюбленных: её волосы — золото, чело — Елисейские поля, брови — радуги небесные, очи её — два солнца, ланиты — розы, уста — кораллы, жемчуг — зубы её, алебастр — её шея, мрамор — перси, слоновая кость — её руки, белизна её кожи — снег…». Также в беседе с Санчо Панса, Дон Кихот упоминает, что Дульсинея неграмотна.
Следующее описание Дульсинеи даёт Санчо Панса своему господину: «<…> и могу сказать, что барру она мечет не хуже самого здоровенного парня изо всей нашей деревни. Девка ой-ой-ой, с ней не шути, и швея, и жница, и в дуду игрица, и за себя постоять мастерица, и любой странствующий или только ещё собирающийся странствовать рыцарь, коли она согласится стать его возлюбленной, будет за ней, как за каменной стеной. А уж глотка, мать честная, а уж голосина! <…> А главное, она совсем не кривляка — вот что дорого, готова к любым услугам, со всеми посмеётся и изо всего устроит веселье и потеху».
Имя отца Дульсинеи — Лоренсо Корчуэло, а имя матери — Альдонса Ногалес.
Дульсинея Тобосская является персонажем многих фильмов, мюзиклов, театральных постановок, основанных на оригинальном романе. В различное время её образ на экране и на сцене воплощали: Софи Лорен, Ванесса Уильямс, Алиса Фрейндлих, Наталья Гундарева и другие.
В честь Дульсинеи Тобосской назван астероид (571) Дульсинея, открытый в 1905 году немецким астрономом Паулем Гёцом, а также планета-гигант Мю Жертвенника c, открытая в 2004 году. 